# South Shropshire
South Shropshire este un district nemetropolitan în Regatul Unit, în comitatul Shropshire din regiunea West Midlands, Anglia.

## Orașe din district
- Bishop's Castle
- Church Stretton
- Clun
- Craven Arms
- Ludlow